# Plecia imocellata
Plecia imocellata är en tvåvingeart som beskrevs av Fitzgerald 2004. Plecia imocellata ingår i släktet Plecia och familjen hårmyggor.
Artens utbredningsområde är Nya Kaledonien. Inga underarter finns listade i Catalogue of Life.